# ウィリアム・ウィン・ウェストコット
ウィリアム・ウィン・ウェストコット（William Wynn Westcott、1848年12月17日 - 1925年7月30日）は、イングランドのロイヤル・レミントン・スパで生まれた検視官、儀式魔術師、神智学者、フリーメイソン。英国薔薇十字協会の最高魔術師 (指導者) であり、黄金の夜明け団を共同設立した。